# La rosa azul
 La rosa azul  es una película de Argentina filmada en colores dirigida por Óscar Aizpeolea sobre su propio guion escrito en colaboración con Moti Fischman y Gabriel Rovito que se produjo en el 2001 y no fue estrenada comercialmente. Tuvo como actores principales a Gabriel Rovito,  Analía Gadé, Virginia Lago y Roxana Berco.
Se trata del primer largometraje en que actuó Analía Gadé en Argentina después de haber estado 22 años exiliada en España. También fue el primer largometraje filmado en Argentina –y tercero en el mundo- que fue filmado con una cámara digital Sony de alta definición desarrollada para el cine, que graba a 24 cuadros por segundo y puede ser ampliada a 35 milímetros, cuya primera utilización para películas la había hecho George Lucas en Star Wars: Episodio I - La amenaza fantasma (Estados Unidos, 1999).

## Sinopsis
Un dramaturgo que atraviesa un período de crisis regresa a su casa natal y comienza a recordar con nostalgia las relaciones que marcaron su vida.

## Reparto
- Gabriel Rovito
- Analía Gadé
- Virginia Lago
- Roxana Berco
- María Rosa Gallo
- Pablo Ortolani
- Asier Hernández Landa
- Maximiliano Trento
- Francisco Pesqueira
- Leonardo Aguinaga
- Martín Urbaneja
- Juan Manuel Morales
- Marina Tamar
- Maximiliano Trento